# 广宗寺 (五台山)
广宗寺，位于山西省忻州市五台山台怀镇营坊村。汉族地区佛教全国重点寺院之一。已列为忻州市文物保护单位。

## 历史
该寺建于明正德二年（1507年），原本计划建造于五台山东台顶，后来改建于此，以铜瓦建殿，也被称为铜瓦殿。正殿为康熙皇帝御匾“云嵋”。寺东北侧有法尊法师的灵骨塔。

## 保护
1988年7月，五台山广宗寺公布为五台县文物保护单位。2022年5月11日，五台山广宗寺公布为第三批忻州市文物保护单位，编号3-27。